# Radical 22
Le radical 22 (匚), qui signifie caisse, est un des 23 des 214 radicaux chinois répertoriés dans le dictionnaire de Kangxi composés de deux traits.
Le caractère Unicode de 匚 est 531A.

## Caractères avec le radical 22
| nombre de traits          | caractères  |
| ------------------------- | ----------- |
| Sans trait supplémentaire | 匚          |
| 3 traits supplémentaires  | 匛 匜 匝 匞 |
| 4 traits supplémentaires  | 匟 匠 匡 匢 |
| 5 traits supplémentaires  | 匣 匤 匥 医 |
| 7 traits supplémentaires  | 匦 匧       |
| 8 traits supplémentaires  | 匨 匩 匪 匫 |
| 9 traits supplémentaires  | 匬 匭 匮    |
| 11 traits supplémentaires | 匯 匰       |
| 12 traits supplémentaires | 匱 匲       |
| 13 traits supplémentaires | 匳          |
| 14 traits supplémentaires | 匴          |
| 15 traits supplémentaires | 匵          |
| 17 traits supplémentaires | 匶          |
| 18 traits supplémentaires | 匷          |